# Raphionacme utilis
Raphionacme utilis là một loài thực vật có hoa trong họ La bố ma. Loài này được N.E.Br. & Stapf miêu tả khoa học đầu tiên năm 1908.